# Campionato NEVZA maschile Under-17
Il campionato NEVZA maschile Under-17 è una competizione pallavolistica per squadre nazionali dell'Europa settentrionale, riservata a giocatori con un'età inferiore di 17 anni, organizzata con cadenza annuale dalla NEVZA.

## Edizioni
| Edizione      | Edizione      | Podio         | Podio         | Podio         |               |
| Anno          | Organizzatore | Campione      | Seconda       | Terza         |               |
| ------------- | ------------- | ------------- | ------------- | ------------- | ------------- |
| 2010 Dettagli | ?             | Svezia        | Norvegia      | Danimarca     |               |
| 2011 Dettagli | ?             | Finlandia     | Norvegia      | Danimarca     |               |
| 2012 Dettagli | ?             | Finlandia     | Danimarca     | Svezia        |               |
| 2013 Dettagli | ?             | Svezia        | Danimarca     | Finlandia     |               |
| 2014 Dettagli | ?             | Finlandia     | Danimarca     | Svezia        |               |
| 2015 Dettagli | ?             | Danimarca     | Finlandia     | Svezia        |               |
| 2016 Dettagli | ?             | Finlandia     | Svezia        | Danimarca     |               |
| 2017 Dettagli | Danimarca     | Svezia        | Danimarca     | Finlandia     |               |
| 2018 Dettagli | Danimarca     | Norvegia      | Finlandia     | Fær Øer       |               |
| 2019 Dettagli | Danimarca     | Svezia        | Norvegia      | Danimarca     |               |
| 2020          | -             | Non disputato | Non disputato | Non disputato | Non disputato |
| 2021 Dettagli | Danimarca     | Danimarca     | Norvegia      | Fær Øer       |               |
| 2022 Dettagli | Danimarca     | Danimarca     | Svezia        | Norvegia      |               |

## Medagliere
| Pos. | Squadra   | 1º posto | 2º posto | 3º posto | Totale |
| ---- | --------- | -------- | -------- | -------- | ------ |
| 1    | Svezia    | 4        | 2        | 3        | 9      |
| 2    | Finlandia | 4        | 2        | 2        | 8      |
| 3    | Danimarca | 3        | 4        | 4        | 11     |
| 4    | Norvegia  | 1        | 4        | 1        | 6      |
| 5    | Fær Øer   | -        | -        | 2        | 2      |